# Bautista Agnese

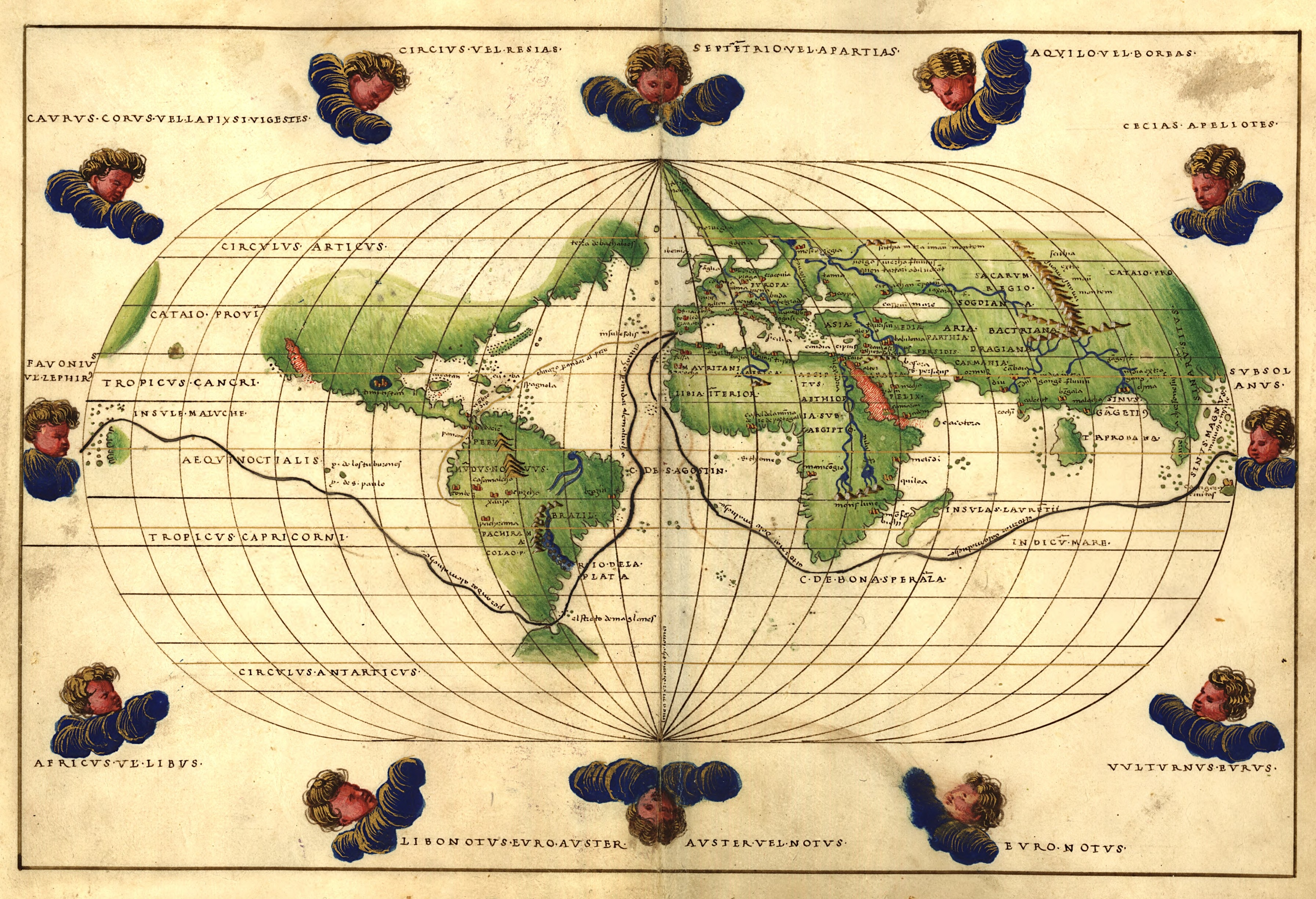
Mapamundi de uno de los atlas de Bautista Agnese, fechado en 1544.

Bautista Agnese (italiano: Battista Agnese) (1500-1564) fue un destacado cartógrafo genovés. Elaboró en Venecia numerosas cartas náuticas bastante exactas y profusamente decoradas. Trabajaba por encargo de príncipes mercantes y oficiales de alto rango. Una versión de su mapa mundial ovoide apareció en cada uno de los 71 atlas que han llegado hasta nuestros días[cita requerida]. Agnese gustaba de incorporar los nuevos hallazgos geográficos en sus mapas; por ejemplo, incluyó en uno de sus trabajos la trayectoria del viaje de circunnavegación de Magallanes, aplicado en hilo de plata y luego deslustrado[cita requerida]. Trazó en oro puro la ruta desde Cádiz (España) a Perú con estadías a través del istmo de Panamá. Esta era la ruta del oro que surcaban barcos cargados con los tesoros americanos y custodiados por grandes galeones fuertemente artillados.
Uno de los mejores trabajos de Agnese es un atlas mundial comisionado por Carlos V para su hijo, Felipe II. Posiblemente terminado hacia 1542, fue uno de los primeros mapas en mostrar a Baja California como una península en vez de como una isla.